# Axel Kjerulf
Axel Kjerulf (24. juli 1884 i København – 19. september 1964 sammesteds) var dansk komponist, musikkritiker og forfatter. Han var søn af Charles Kjerulf.
Axel Kjerulf blev medarbejder ved Politiken og Ekstra Bladet i 1904 og var musikkritiker ved Dannebrog 1907-10 og igen ved Politiken fra 1912. Fra 1931 blev han redaktør af Lytter-Bladet. Han var sceneinstruktør ved Casino og Scala-teatret 1920-27.
Han har bl.a. udgivet en skilding af dansk musiks historie Danmark i Fest og Glæde (1914), Schubert-Bogen (1928), Københavnerliv gennem et halvt Aarhundrede, 4 dele i 2 bind (sammen med Axel Breidal 1938), Liva Weel-Bogen (1942), Livet i Danmark (1947) og Musikens hvem-hvad-hvor, bind 1-3 (sammen med Nelly Backhausen 1950), og tillige en stor mængde kronikker og artikler i danske dagblade. 
Han skrev, oversatte og bearbejdede desuden teaterstykker for en række danske teatre, deriblandt: Skuespillet i Tivoli (sammen med Charles Kjerarø, Det Ny Teater 1910), Københavnerliv (Nørrebros Teater 1938), Kongen og hans Kone (Folketeatret 1941), Pappas hvide handsker (Nasjonalteatret, Oslo 1941 og Svenska Teatern, Helsingfors 1942), Flagermusen (Det Kongelige Teater), Som i Ungdommens Vaar, Zigeunerblod, Grevinden af Nørrebro (Nørrebros Teater 1943), Friluftsspillet Et Folkesagn (sammen med Kai Flor, Friluftsteatret i Dyrehaven 1946).
Kjerulf var Ridder af Dannebrog, formand for Dansk Tonekunstner Forening, medlem af og ordstyrer i Musikrådet, i direktionen for Friluftsteatret i Dyrehaven; i bestyrelsen for Helge Jacobsens Musiklegat, Anna Schyttes Musiklegat, Peder Mallers Mindefond, Carl Nielsens Mindelegat med mere.
Der findes et maleri af Carl Wentorf 1907 i familieeje. Buste af Neandros 1896 ligeså.